# Eichstetten (Adelsgeschlecht)
Die Herren von Eichstetten waren ein im 11. und 12. Jahrhundert im südlichen Schwarzwald begütertes Adelsgeschlecht, das sich nach Eichstetten am Kaiserstuhl nannte.
Die Herren von Eichstetten gehen vermutlich auf einen im Jahr 1052 urkundenden Adligen Hesso zurück, der in diesem Jahr in Eichstetten eine Kirche errichten und weihen ließ und dort vermutlich ein Eigengut besaß. Hesso gehörte vermutlich zu dem in Süddeutschland weit verbreiteten Adelskreis der Hessonen. Er und seine Brüder werden als Begründer mehrerer im südlichen Breisgau begüterter Adelsgeschlechter angesehen, so der Grafen von Nimburg und der Üsenberger. Die genaue Genealogie und Verwandtschaft ist dabei aber noch nicht abschließend geklärt. Ein weiteres auf Hesso zurückgehendes Adelsgeschlecht sind die Herren von Eichstetten, die unter dem Leitnamen Eberhard ab etwa 1100 über drei Generationen fassbar sind:
- Eberhard (um 1100)
- Die Brüder Eberhard und Burkhard (1111 und 1113 genannt)
- Die Brüder Eberhard, Egino, Adalberg und Heinrich (zwischen 1120 und 1150 genannt)

Aus den Urkunden geht hervor, dass es sich bei den Herren von Eichstetten um Edelfreie handelte, die in Eichstetten eine Burg (Burg Eichstetten) besaßen, weiterer Besitz ist bei Malterdingen und Zarten bekannt. Darüber hinaus hatte die Familie ursprünglich Besitz im Oberen Wiesental um Schönau im Schwarzwald, wo sie in einer Erbengemeinschaft mit anderen Familien, darunter den Herren von Waldeck und von Wehr, begütert war. Dieser Besitz wurde jedoch durch Eberhard und Burkhard 1113 an das Kloster St. Blasien verschenkt, und Eberhard, Egino und Heinrich bestätigten diese Schenkung 1122. Die gleiche Generation machte außerdem auch eine Schenkung an das Kloster St. Peter, mit ihr starb das Geschlecht dann allerdings wohl um die Mitte des 12. Jahrhunderts aus. Allenfalls ein 1185 auf einem Italienzug Friedrichs I. genannter „Eberhardus de Eistede“ könnte noch ein Hinweis auf eine darauf folgende Generation sein.